# Auguste Rodin
François-Auguste-René Rodin (Paris, 12 de novembro de 1840 – Meudon, 17 de novembro de 1917), mais conhecido como Auguste Rodin (/oʊˈɡuːst roʊˈdæn/), foi um escultor francês. Apesar de ser geralmente considerado o progenitor da escultura moderna, não se propôs a rebelar contra o passado. Foi educado tradicionalmente, teve o artesanato como abordagem em seu trabalho, e desejava o reconhecimento acadêmico, embora nunca tenha sido aceito na principal escola de arte de Paris.
Esculturalmente, Rodin possuía uma capacidade única em modelar uma superfície complexa, turbulenta, profundamente embolsa em argila. Muitas de suas esculturas mais notáveis foram duramente criticadas durante sua vida. Eles entraram em confronto com a tradição da escultura da figura predominante, onde as obras eram decorativas, estereotipadas ou altamente temáticas. Seu trabalho mais original partiu de temas tradicionais da mitologia e da alegoria, modelando o corpo humano com realismo e celebrando o caráter individual e fisicalidade. Rodin era sensível às controvérsias em torno de seu trabalho, mas se recusou a mudar seu estilo. Sucessivas obras trouxeram aumentos de favores do governo e da comunidade artística.
Do inesperado realismo de sua primeira grande figura — inspirada por sua viagem à Itália, em 1875 — para os memoriais não convencionais cujas comissões mais tarde ele procurou, sua reputação cresceu, de tal forma que se tornou o escultor francês proeminente de seu tempo. Em 1900, ele era um artista de renome mundial. Clientes particulares ricos procuraram seus trabalhos após sua mostra na Exposição Universal, e ele fez companhia com uma variedade de intelectuais e artistas de alto nível. Ele se casou com sua companheira ao longo da vida, Rose Beuret, no último ano de vida de ambos. Suas esculturas sofreram um declínio de popularidade após a sua morte em 1917, mas dentro de algumas décadas, o seu legado se solidificou. Rodin continua a ser um dos poucos escultores conhecidos fora da comunidade das artes visuais.

## Biografia

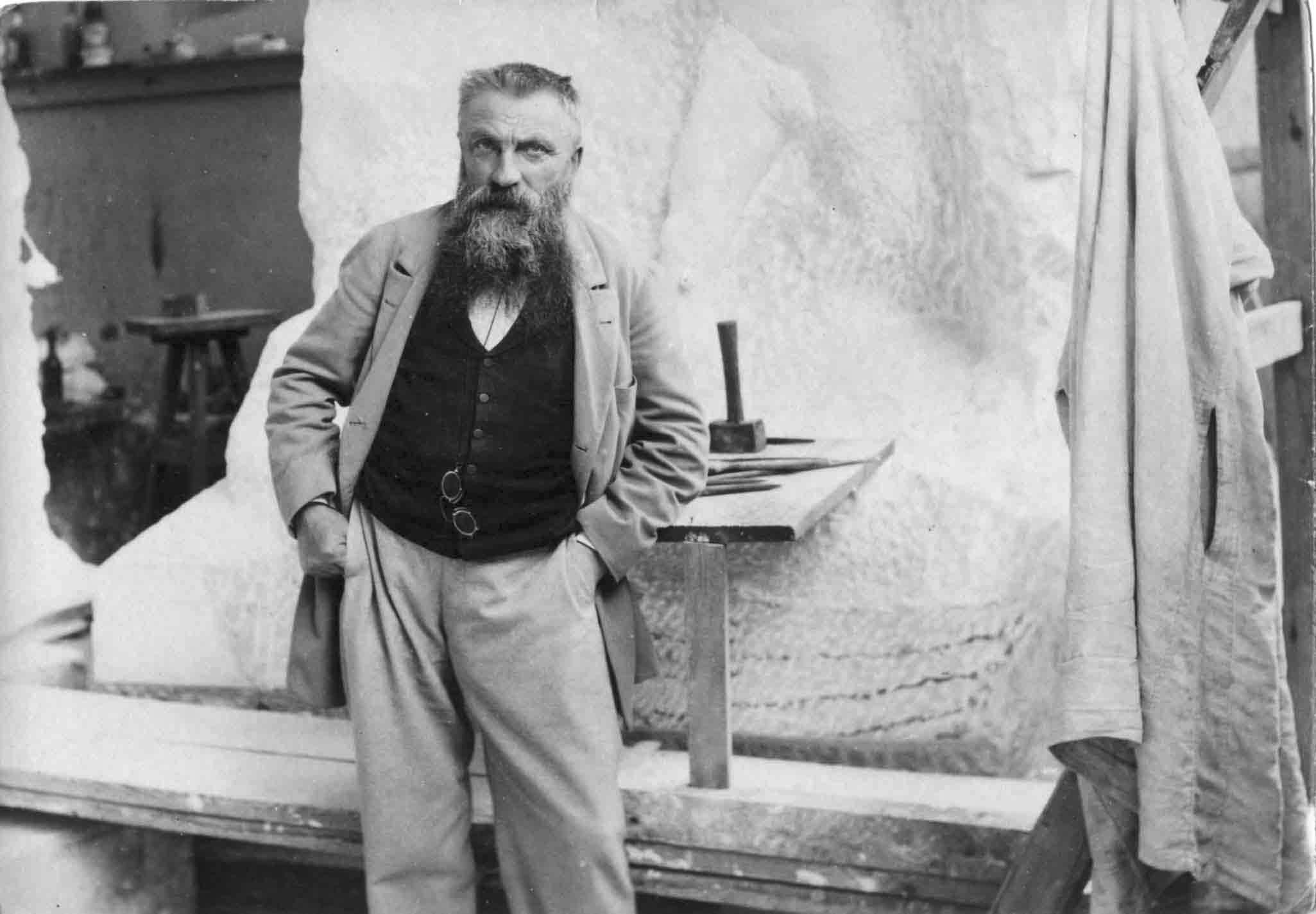
Rodin, 1898.

Auguste Rodin nasceu em 1840 em uma família de classe operária de Paris, era o segundo filho de Marie Cheffer e Jean-Baptiste Rodin, que era um funcionário do departamento de polícia. Foi em grande parte autodidata, começou a desenhar aos dez anos. Entre os 14 e 17 anos de idade, Rodin estudou na Petite École, uma escola especializada em arte e matemática, onde estudou desenho e pintura. Seu professor de desenho, Horace Lecoq de Boisbaudran, acreditava em primeiro desenvolver a personalidade de seus alunos para que eles observassem com seus próprios olhos e desenhassem a partir de suas lembranças. Rodin ainda agradeceu seu professor mais tarde em sua vida. Foi na Petite École que ele conheceu Jules Dalou e Alphonse Legros.

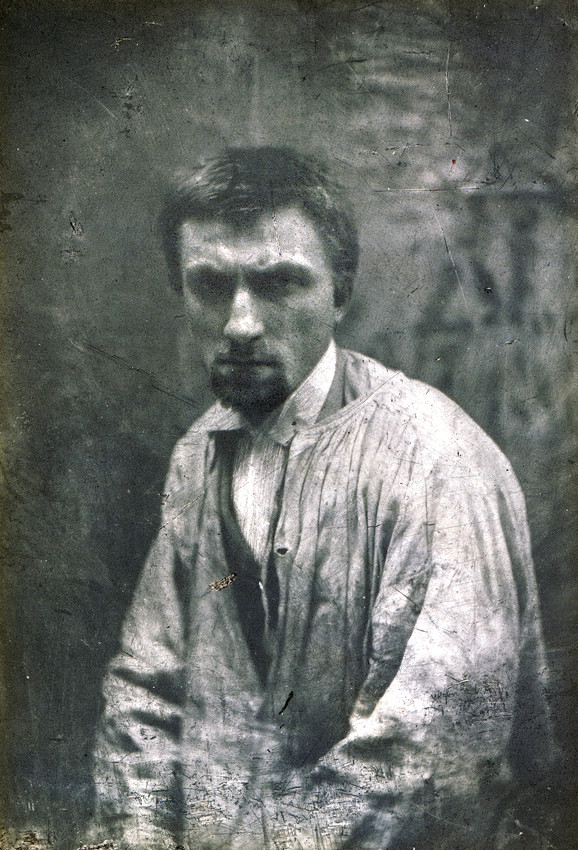
Rodin, cerca de 1862.

Em 1857, Rodin apresentou um modelo de argila de um companheiro para a Grand École em uma tentativa de ganhar uma entrada; ele não teve sucesso, e dois outros pedidos também foram negados. Dado que os requisitos de entrada na Grand École não eram particularmente elevados, as rejeições tornaram-se retrocessos consideráveis. Sua incapacidade em ganhar a vaga pode ter sido devida ao gosto neoclássico dos juízes, enquanto Rodin tinha sido educado em luz, a escultura do século XVIII. Deixando a Petite École em 1857, Rodin ganhava a vida como artesão e com ornamentos durante a maior parte das próximas duas décadas, a produção de objetos decorativos e enfeites arquitetônicos.
Sua irmã Maria, dois anos mais velha, morreu de peritonite em um convento em 1862. Seu irmão estava angustiado, e sentiu-se culpado por ter introduzido Maria a um pretendente infiel. Afastando-se da arte, Rodin juntou-se brevemente a uma ordem católica, a Congregação do Santíssimo Sacramento. Sendo São Pedro Julião Eymard fundador e chefe da congregação reconheceu o talento de Rodin e, sentindo sua falta de aptidão à ordem, o incentivou a continuar com sua escultura. Ele voltou a trabalhar como decorador, tendo aulas com o escultor de animais Antoine-Louis Barye. A atenção do professor ao detalhe – sua musculatura finamente tomada de animais em movimento – o influenciou significativamente.

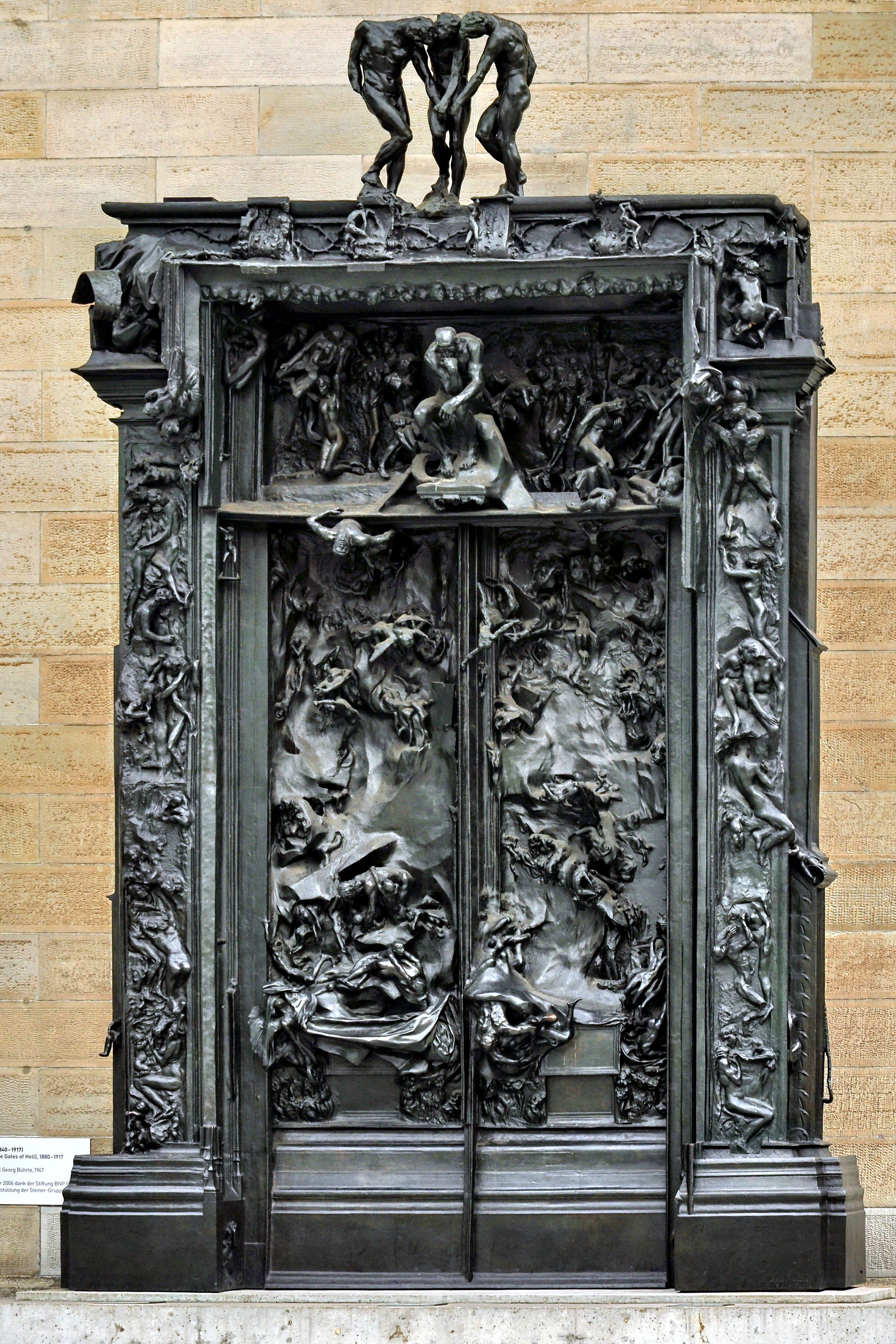
Auguste Rodin, Porta do Inferno.

Em 1864, Rodin começou a viver com uma jovem costureira chamada Rose Beuret, com quem ficaria – com variando compromisso – para o resto de sua vida. O casal teve um filho, Auguste-Eugène Beuret (1866-1934). Naquele ano, Rodin ofereceu a sua primeira escultura à exposição, e entrou no estúdio de Albert-Ernest Carrier-Belleuse, um produtor em massa bem-sucedida de objets d'art. Rodin trabalhou como assistente chefe de Carrier-Belleuse até 1870, projetando decorações de telhado e escadas da entrada e enfeites. Com a chegada da Guerra franco-prussiana, Rodin foi chamado para servir na Guarda Nacional, mas o serviço foi breve devido à sua miopia. O trabalho dos decoradores tinha diminuído por causa da guerra, Rodin ainda necessitava sustentar sua família; a pobreza era uma de suas dificuldades constantes até cerca dos 30 anos de idade. Carrier-Belleuse logo pediu a Rodin que o acompanha-se na Bélgica, onde eles iriam trabalhar em ornamentação para a bolsa de Bruxelas.
Rodin planejou ficar na Bélgica por alguns meses, mas ele passou os próximos seis anos fora da França. Foi um momento crucial em sua vida. Havia adquirido habilidade e experiência como artesão, mas ninguém tinha visto ainda sua arte, que estava sentada em sua oficina, já que ele não podia pagar a fundição. Embora seu relacionamento com Carrier-Belleuse tenha deteriorado, Rodin encontrou outro emprego em Bruxelas, exibindo algumas obras em salões de beleza, e sua companheira Rose logo se juntou a ele lá. Tendo guardado dinheiro suficiente para viajar, Rodin visitou a Itália por dois meses em 1875, onde ele foi atraído pela obra de Donatello e Michelangelo. Seu trabalho teve um efeito profundo em sua direção artística. Rodin disse: "É Michelangelo, que me libertou da escultura acadêmica". Voltando a Bélgica, ele começou a trabalhar em A Idade do Bronze, uma figura masculina em tamanho natural, cujo realismo trouxe atenção a Rodin, mas levou a acusações de fraude

### Independência artística
Rose Beuret e Rodin retornaram a Paris em 1877, movendo-se para um pequeno apartamento na Margem Esquerda. O infortúnio cercou sua vida: sua mãe, que queria ver seu filho se casar, estava morta, e seu pai que era cego e senil era cuidado por sua cunhada, Aunt Thérès. Seu filho Auguste, de onze anos de idade, possivelmente com atraso de desenvolvimento, também estava no cuidado de Thérès. Rodin tinha abandonado, essencialmente, seu filho por seis anos, e gostaria de ter uma relação muito limitada com ele ao longo de sua vida. Pai e filho agora se juntaram ao casal em seu apartamento, com Rose como cuidadora. As acusações de falsidade que cercam A Idade do Bronze continuaram. Rodin procurou cada vez mais a companhia feminina mais suave, em Paris, e Rose ficou em segundo plano.
Ganhava a vida colaborando com escultores mais estabelecidos em comissões públicas, principalmente memoriais e peças arquitetônicas neo-barrocas no estilo de Carpeaux. Em competições de comissões apresentou modelos de Denis Diderot, Jean-Jacques Rousseau, e Lazare Carnot, todos sem sucesso. Em seu próprio tempo, trabalhou em estudos para a criação de seu próximo trabalho importante, São João Batista Pregando.
Em 1880, Carrier-Belleuse – agora diretor de arte da fábrica nacional de porcelana de Sèvres – lhe ofereceu uma posição de meio período como designer. A oferta foi, em parte, um gesto de reconciliação, e Rodin aceitou. Essa sua parte, que apreciava os gostos do século XVIII foi despertada, e ele mergulhou em projetos de vasos e enfeites de mesa que trouxeram fama à fábrica em toda a Europa.
A comunidade artística apreciou seu trabalho nesse sentido, e Rodin foi convidado para o Salon de Paris por seus amigos como o escritor Léon Cladel. Durante suas primeiras aparições nesses eventos sociais, parecia tímido; em seus últimos anos, como sua fama cresceu, ele mostrou a loquacidade e temperamento pelo qual se tornou mais conhecido. O estadista francês Léon Gambetta expressou seu desejo em conhecê-lo, e o escultor o impressionou quando eles se encontraram em um salão. Gambetta falou de Rodin, em vez de vários ministros do governo, provavelmente incluindo Edmund Turquet, o subsecretário do Ministério de Belas Artes, a quem, eventualmente, o conheceu.
Suas obras mais célebres, O Beijo, que faz parte de uma série de esculturas realizadas para a Porta do Inferno, do Museu de Artes Decorativas, O Pensador, da mesma série, e o retrato de Balzac confirmam isso. Há um museu em Paris dedicado às suas obras e vida, o Musée Rodin, situado no Hôtel Biron, ao lado do Hôtel des Invalides, monumento onde se encontra o túmulo de Napoleão.
Rodin teve como assistente a escultora Camille Claudel, com quem teve um relacionamento abusivo e cujos trabalhos são muitas vezes confundidos com os de Rodin. Camille acreditava que Rodin queria se apropriar dos seus trabalhos e alguns foram comprovados que foram apropriados. À época infelizmente, foi considerada insana e terminou seus dias internada em um manicômio, o que na verdade era mantido em defesa do status do escultor.
Rodin conquistou fama em vida, e suas obras chegaram a ser as mais apreciadas no mercado de arte europeu e americano. Hoje em dia encontram-se nos museus mais importantes do mundo.
Faleceu em 17 de novembro de 1917. Encontra-se sepultado no Museu Rodin, Meudon, Ilha de França, Paris na França.

## Obras

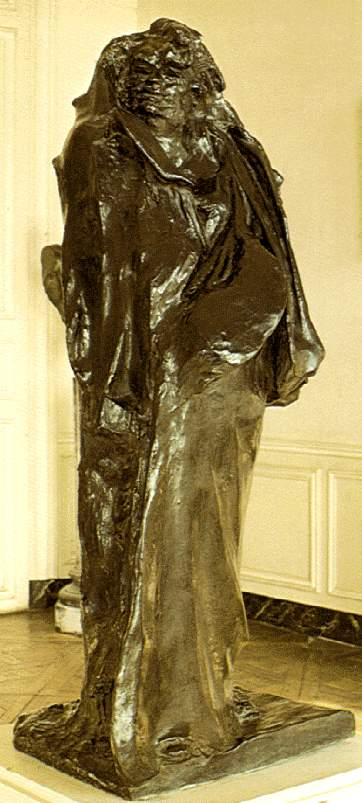
Balzac, Paris Auguste Rodin
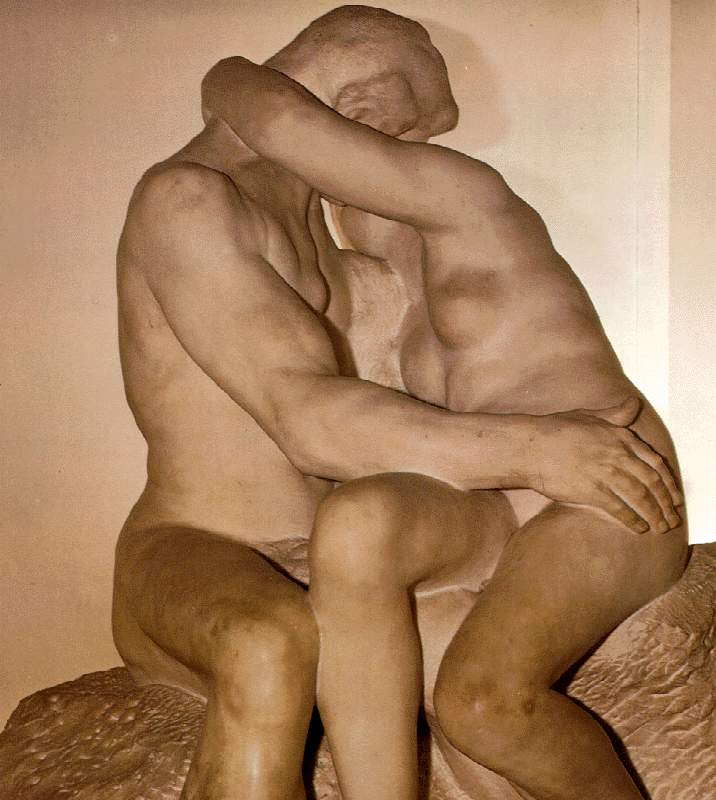
O Beijo (detalhe), Paris
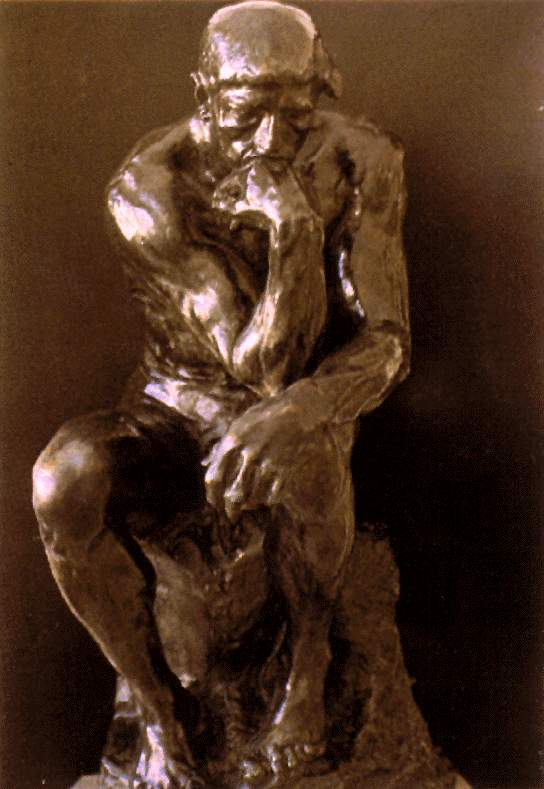
O pensador, Paris
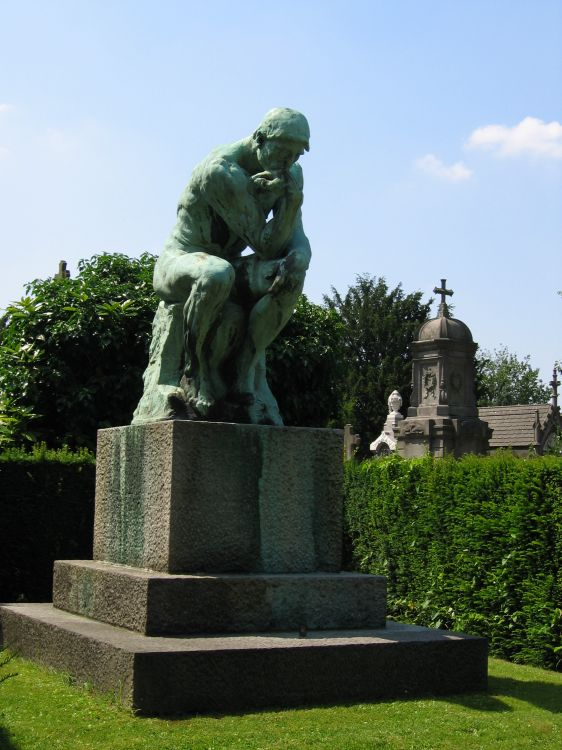
O Pensador
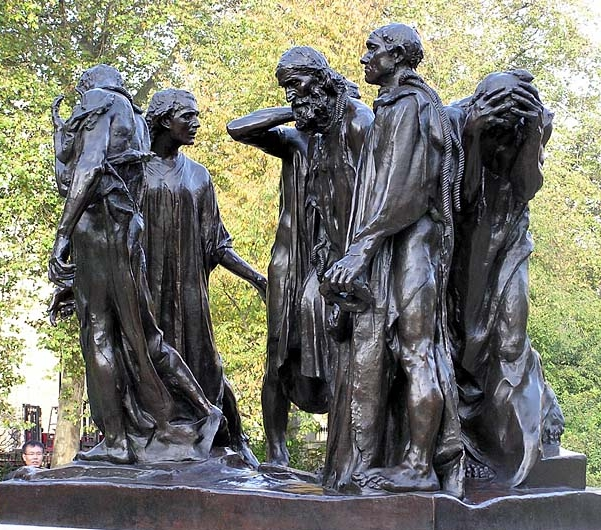
Os Burgueses de Calais, Londres
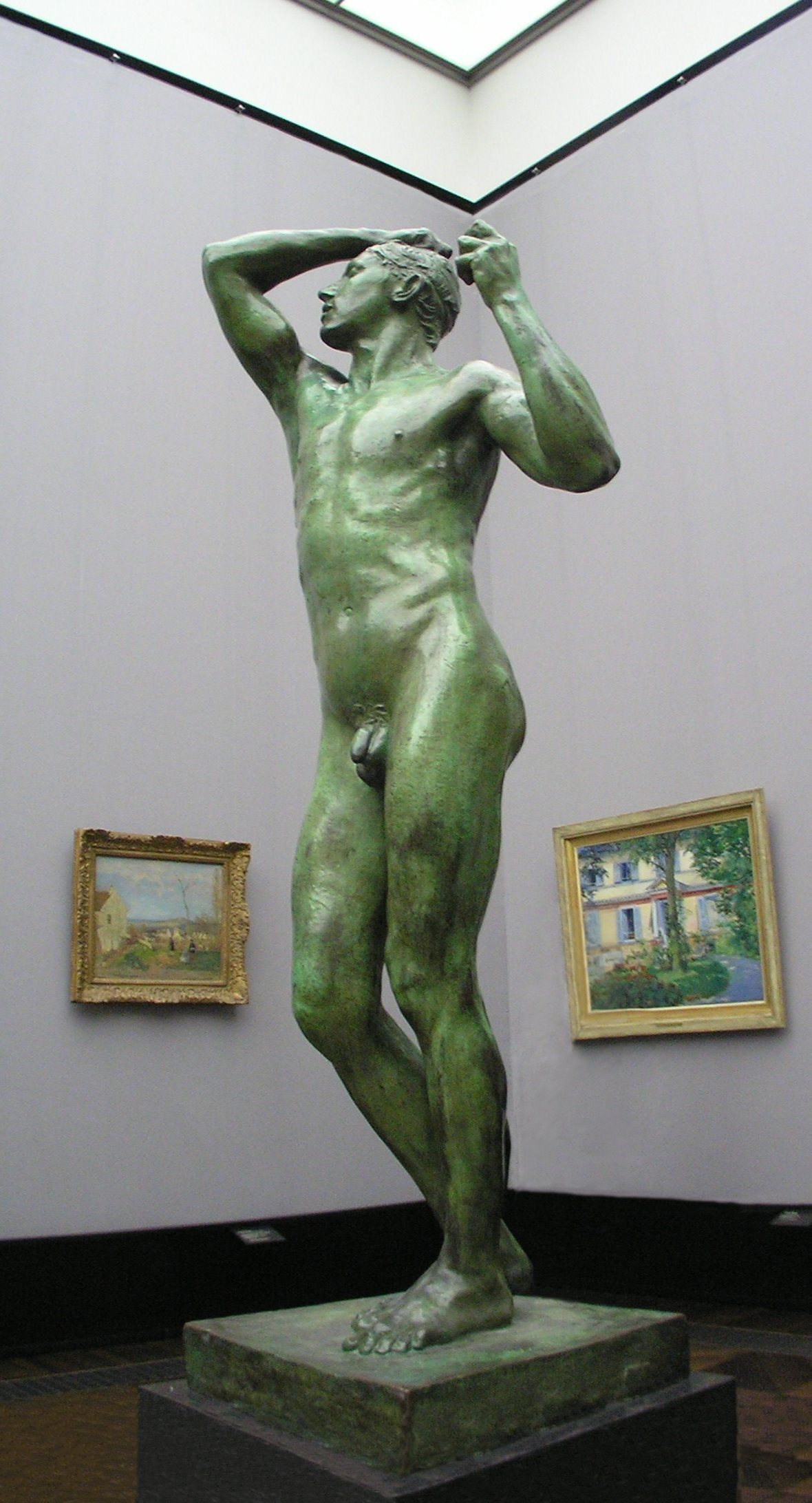
A idade do bronze, 1875/76, Berlin

## Leilões
Em maio de 2008 uma escultura de Rodin foi vendida por 18,97 milhões de dólares.
"A Eterna Primavera", uma escultura em mármore de Rodin, foi arrematada em 9 de maio de 2016 por 20,41 milhões de dólares (19,91 milhões de euros), um recorde para o artista francês, num leilão de arte da Sotheby's, em Nova Iorque. A obra foi esculpida num único bloco de mármore entre 1901 e 1902, mede 80 centímetros de comprimento e 66 de altura e pesa 154 quilogramas, constitui uma variante da escultura em mármore "O Beijo", exposta no Museu Rodin em Paris.